# Station Meiz
Station Meiz is een voormalig spoorweghalte langs de spoorlijn 45 (Weismes - Trois-Ponts) bij het gehucht Meiz op de grens van de steden Malmedy en Stavelot. Het station was geopend van 4 januari 1914 tot 23 februari 1959.